# 60式3t雪上車

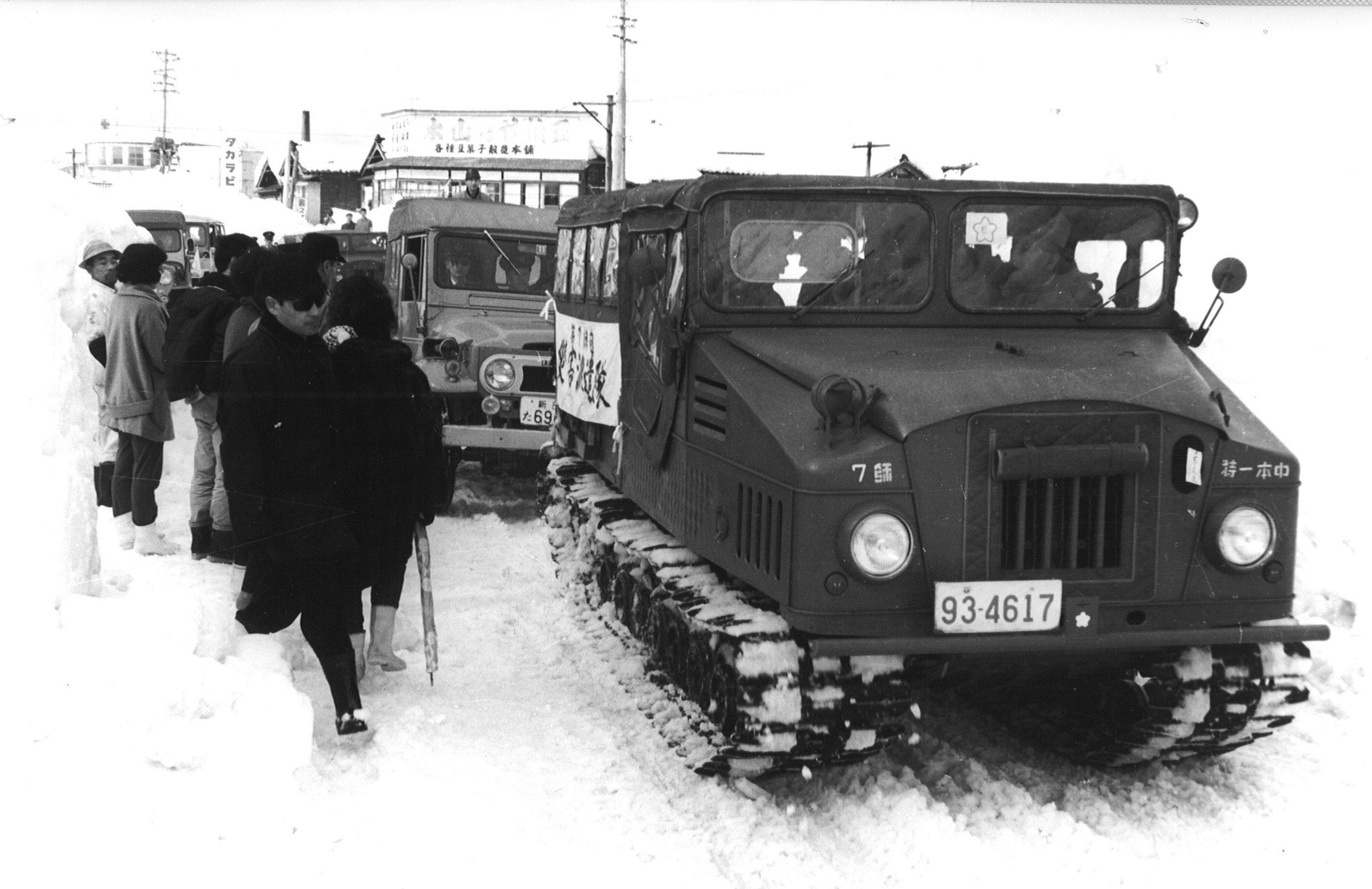
昭和38年1月豪雪にて災害派遣される60式3t雪上車

60式3t雪上車（ろくまるしきさんトンせつじょうしゃ）は、かつて陸上自衛隊が保有していた雪上車である。中雪と通称された。主に積雪地の部隊が、雪上における人員の輸送・哨戒に使用した。

## 開発
1950年（昭和25年）に設置された警察予備隊では、アメリカから供与されたM29C輸送車を雪上車として採用していたが、やがて日本の雪の性状に適した車両が求められるようになった。当時、民生用での雪上車開発が一定のレベルまで成熟し、また警察予備隊から保安隊への改組に伴い保安庁技術研究所が設置されたことで雪上車開発の機運が高まっていた。新型雪上車の開発にあたって保安隊は情報収集を図り、1953年（昭和28年）2月にはその一環として高田駐屯地業務隊および小松製作所と大原鉄工所によりM29Cと国産車両2種（SM5ふぶき、KC20-1スノージープ）の比較試験が実施された。
早急な部隊配備が求められていたため、技術研究所ではとにかく雪上車を作り上げ、実際に運用試験を行って問題点を洗い出し、順次改善を行っていくという方針を定めた。また、部隊からの要求やM29Cの運用を踏まえた開発目標として、斜度14度以上の坂道を含む積雪上を105mm砲を牽引して走行ができること、単車での最高速度が45 km/hで、泥濘・湿地の行動が容易で、無雪地・夏の普通道路の走行もできること、耐久性と強度が十分で、整備性もよく、他の車両との部品の互換性があることといった事項が定められた。これに従って2種類の試作車、すなわち輸送や偵察、連絡、105mm砲の牽引を目的とするウェポン車、クレーンとウィンチを搭載した雪上レッカー車が設計された。保安庁は大原鉄工所と契約を結び、1953年（昭和28年）7月にはウェポン車（53式OII型ウェポン雪上車）、11月には雪上レッカー車（53式OII型雪上レッカー車）を完成させた。試作車を用いた各種試験は同年12月から1954年（昭和29年）3月にかけて実施された。
その後、53式に対して走行装置の強化などを施した改造車両を用いて再度試験が行われた。1955年（昭和30年）2月、53式改造車両をさらに改良した54式3t雪上車の製造と配備が行われた。大原がウィンチ付き雪上車、小松がウィンチ無し雪上車の設計を担当した。54式の試験は同年3月末まで行われた。1955年（昭和30年）、54式の試験結果を踏まえた55式3t雪上車が設計された。53式と54式の主な目的は技術的な実験だったが、55式ではさらに中隊単位での配備と冬季演習を実施し、部隊あたりに必要な雪上車の具体的な数量を定めることも求められた。この時点で目標の1つだった105mm砲の牽引は断念され、代わりに75mm砲の牽引が求められた。1956年（昭和31年）1月末から2月初頭にかけて55式の試験が行われたが、この中でいくつかの問題が浮上した。特に深刻だったのは、53式および54式では報告されていなかった騒音と振動である。この振動によって、ねじの脱落、溶接の剥離、リベットの折損、電装品の焼損や欠損が誘発した。以後、この問題の原因究明と解決には5年を費やすこととなる。
1959年（昭和34年）、共振防止などを含む55式への改良が完成し、1960年（昭和35年）に60式3t雪上車として制式採用された。1961年（昭和36年）から配備が始まり、1977年（昭和52年）までに409両が生産された。また、1958年（昭和33年）にはレーダーサイトの輸送および緊急管理用として、60式とおよそ同等の機能を有する58式3t雪上車が64両調達されている。この58式は60式の制式採用までの繋ぎと位置づけられていた。

## 諸元
- 全長：4,070mm[7]
- 全幅：1,980mm[7]
- 全高：2,050mm[7]
- 重量：3,770kg[7]
- 最大積載量：900kg[7]（人員なら10名）
- 乗員：2名
- 最高速度：36km/h[7]
- 行動距離：100km[7]
- 登坂能力：約tanθ25%[7]
- エンジン名：水冷4サイクル6気筒ガソリン[7]
- 出力：105ps/3,400rpm[7]
- 製作：小松製作所、大原鉄工所[7]